# Lineage
Lineage (tiếng Hàn Quốc: 리니지) là một trò chơi nhập vai trực tuyến nhiều người chơi (MMORPG) mang sắc thái kỳ ảo thời Trung Cổ do hãng phát triển game máy tính của Hàn Quốc NCSOFT phát hành tại Mỹ vào năm 1998. Là phần đầu tiên trong dòng game Lineage. Đây là tựa game khá phổ biến tại Hàn Quốc và có các phiên bản tiếng Trung, Nhật và Anh. Game được thiết kế bởi Jake Song, người từng đảm nhiệm việc thiết kế Nexus: The Kingdom of the Winds, một trò MMORPG khác.
Lineage có giao diện đồ họa 2D tương tự như game Ultima Online và Diablo II. Lineage II: The Chaotic Chronicle, một dạng "tiền truyện" lấy bối cảnh 150 năm trước thời điểm xảy ra trong Lineage, được phát hành vào năm 2003. Cho đến nay, thương hiệu Lineage đã thu hút được 43 triệu người chơi. Lineage Eternal, một phần tiếp theo sẽ lấy bối cảnh diễn ra sau Lineage và sẽ là phần cuối cùng trong dòng game Lineage.
Tháng 5 năm 2011 NCSOFT thông báo rằng do không sinh lời các máy chủ Bắc Mỹ sẽ đóng cửa vào ngày 29 tháng 6 năm 2011. Bắt đầu từ năm 1998 cho đến tháng 8 năm 2012, NCSOFT đã tích lũy được 1,3 tỷ USD doanh thu từ Lineage. Vào tháng 11 năm 2013 NC Soft thông báo rằng tựa game này đã kiếm được 1,8 tỷ USD.

## Lối chơi
Thông số nhân vật, quái vật và hệ thống vật phẩm của Lineage ban đầu chủ yếu là vay mượn từ NetHack với các yếu tố MMO được thêm vào. Người chơi có thể chọn một trong bảy lớp nhân vật: Elf, Dark Elf, Knight, Prince, Magician, Dragon Knight hoặc Illusionist. Princes là class duy nhất có thể lãnh đạo một blood pledge (theo thuật ngữ của Lineage dùng để chỉ một guild hay clan).
Lối chơi chủ yếu dựa vào một hệ thống công thành cho phép chủ sở hữu lâu đài thiết lập địch mức thuế ở các thành phố lân cận và thu thuế vào các vật phẩm thu mua tại các cửa hàng trong thành phố đó. Game có những yếu tố RPG cổ điển gợi nhớ đến Dungeons & Dragons, chẳng hạn như tiêu diệt quái vật và hoàn thành nhiệm vụ đổi lấy phần thưởng và điểm kinh nghiệm, nâng cấp, các thuộc tính nhân vật (uy tín, sức mạnh, trí tuệ, v.v...), và trận doanh (trung lập, hỗn loạn hoặc trật tự). Trận doanh của nhân vật ảnh hưởng đến cách lũ quái vật và vệ binh thị trấn phản ứng với nhân vật của người chơi, thường hóa thành thù địch với người chơi hỗn loạn và tung ra đòn tấn công.
Các cuộc giao đấu giữa người chơi với nhau (còn gọi là PVP) khá phổ biến trong Lineage. Người chơi có thể giao chiến với nhân vật người chơi khác bất cứ lúc nào miễn là họ không ở trong vùng an toàn như các thành phố. Bằng cách xin gia nhập vào một "bloodpledge" (một hiệp hội của người chơi tương tự như một clan trong các game khác) người chơi có đủ điều kiện tham gia vào các cuộc công thành chiến giữa những bloodpledge.